# West Peavine (Oklahoma)
West Peavine es un lugar designado por el censo ubicado en el condado de Adair en el estado estadounidense de Oklahoma. En el Censo de 2010 tenía una población de 218 habitantes y una densidad poblacional de 17,24 personas por km².

## Geografía
West Peavine se encuentra ubicado en las coordenadas 35°54′40″N 94°39′2″O / 35.91111, -94.65056. Según la Oficina del Censo de los Estados Unidos, West Peavine tiene una superficie total de 20.35 km², de la cual 20.18 km² corresponden a tierra firme y (0.83%) 0.17 km² es agua.

## Demografía
Según el censo de 2010, había 218 personas residiendo en West Peavine. La densidad de población era de 17,24 hab./km². De los 218 habitantes, West Peavine estaba compuesto por el 40.83% blancos, el 0.46% eran afroamericanos, el 44.95% eran amerindios, el 0% eran asiáticos, el 0% eran isleños del Pacífico, el 0% eran de otras razas y el 13.76% pertenecían a dos o más razas. Del total de la población el 1.83% eran hispanos o latinos de cualquier raza.